# Lestat de Lioncourt
Lestat de Lioncourt es un personaje de ficción que aparece en las novelas de Anne Rice. Siempre fue una criatura solitaria y filosófica que al convertirse en vampiro debido a innumerables vivencias evoluciona hacia un ser inestable, volátil, caprichoso y existencialista. Es el personaje principal de la mayoría de las historias de las Crónicas vampíricas, narradas en primera persona.
Estas crónicas comienzan con la novela Entrevista con el vampiro, que vio aumentada su fama gracias a la película del mismo nombre protagonizada por Tom Cruise, cuya banda sonora incluye el tema "Sympathy for the Devil" versionada por Guns N' Roses.

## Como vampiro
Su iniciación vampírica se cuenta con todo detalle en la segunda novela de las Crónicas vampíricas titulada Lestat el vampiro. Secuestrando a Lestat, Magnus lo convierte en vampiro. Sin embargo, cansado de su vida, se suicida tirándose a una hoguera, dejando al neófito Lestat sin ningún tipo de guía. Lestat se encuentra al mismo tiempo heredero de una inmensa fortuna por parte de Magnus. Comienza una aventura que lo lleva alrededor del mundo.
Lestat ha sido siempre una criatura muy solitaria. En su infancia el único miembro de su familia con el que tenía alguna comunicación fue con su madre. Gabrielle de Lioncourt quien fue una bella mujer de ascendencia italiana de quien Lestat heredó el cabello rubio, ojos penetrantes y su buena apariencia. Gabrielle fue el único miembro de su familia que sabía leer y a menudo, inmersa en sus novelas, descuidaba la vida mundana a su alrededor. Lestat la admiraba y odiaba, sin embargo, fue la única persona de su familia en quién podía confiar por lo que desarrolló una silenciosa pero fuerte alianza entre ambos. Por esta misma razón Lestat  hizo de Gabrielle su primera compañera vampiro cuando ella contrajo una enfermedad mortal. Su madre en una vida mortal, hija en otra inmortal. Lestat también hizo vampiro a su mejor amigo Nicolas de Lenfent. Los dos trabajaron en un pequeño teatro llamado Renaud, Lestat convirtiéndose en estrella del espectáculo mientras Nicolas se convirtió en un violinista de la orquesta del teatro. 
Finalmente Nicolas nunca habiendo perdonado a Lestat por su decisión de no haberlo convertido desde un principio pierde la razón y deja de ser un compañero propicio. En cuanto a Gabrielle, insaciable de conocimiento decide abandonarlo para a su vez ir y explorar el mundo por su cuenta, es entonces cuando Lestat encuentra refugio en la compañía de Louis de Pointe du Lac, un joven hacendado a quién convierte en vampiro en 1791 y que es el protagonista de la primera novela de las Crónica vampíricas: Entrevista con el vampiro. Durante casi un siglo compartireron su existencia. Aunque Louis afirma a Lestat que lo hizo un vampiro simplemente porque quería su fortuna, Lestat refuta estas alegaciones en su propio libro y explica que es más bien porque se encontró "fatalmente enamorado" de la belleza incomparable y hermosa apariencia de Louis. La relación de ambos empieza mal, con desconfianza y verdades a medias, aunque Lestat considera a Louis como su aprendiz éste se resiste a sus "enseñanzas" y a vivir la vida como un vampiro.
En 1795 Lestat y Louis "adoptan" a una pequeña huérfana de madre y padre llamada Claudia de la que Louis se alimentó en un momento de debilidad y tristeza, pero luego fue convertida en vampiro por Lestat a pesar de las objeciones de Louis. Aunque Lestat intenta ganarse el cariño de Claudia y trata de enseñarle su manera de ser un vampiro, es a Louis a quien ella realmente ama, y hace caso omiso de Lestat en varias ocasiones, algo que le disgusta mucho. En 1860, después de 65 años de vida en común, Claudia lucha con la realidad de lo que es: una inmortal con cuerpo de niña que nunca será una mujer, y con el odio que va germinando contra Lestat que con ocultamientos y el uso del miedo intenta controlar la vida de todos. 
Claudia se rebela y trata de matar a Lestat, para ello le da de beber sangre contaminada con laudano y luego corta su garganta y le apuñala varias veces en el pecho. Con la ayuda de Louis abandonan el cuerpo cerca de un pantano del Misisipi. Lestat consigue sobrevivir gracias a los reptiles que viven en dicho pantano, aunque queda muy debilitado. Pasados unos años, y después de la muerte cruel de Claudia por parte de unos vampiros (que trabajaban en el mismo teatro que Lestat había emprendido años atrás) en castigo por intento de asesinato contra su creador, Lestat y Louis se volverían a encontrar y recuperarían la amistad perdida.
En las siguientes novelas de la serie, como La reina de los condenados, El ladrón de cuerpos o Memnoch el diablo, el personaje de Lestat sufre una evolución como vampiro, viendo ampliados sus poderes y su inmortalidad, gracias a la sangre de Akasha, la madre de todos los vampiros (sucesos ocurridos en la tercera novela de la serie); su control del viaje espiritual o astral fuera del cuerpo, y la personal visión de Anne Rice del cielo y el infierno, de manos de Memnoch, el ángel caído que guiará a Lestat en uno de sus viajes.
A lo largo de su larga vida, Lestat se ve molestado por una serie de preguntas filosóficas comunes, tales como: “¿Son mis acciones buenas o malas?”, “¿Hay un Dios?”, “¿Estoy yo en Su plan?”, “¿Qué sucede después de la muerte?”, “¿Qué hace a una persona feliz?”. Él se encuentra más enamorado de la humanidad que cuando formaba parte de ella, a pesar de su monstruosa relación con los mortales. Lestat tiene una peculiar visión de la vida a la que denomina “El Jardín Salvaje”, llena de belleza y muerte.

## Personajes relacionados
- Gabrielle de Lioncourt
- Viktor
- Nicolas de Lenfent
- Louis de Pointe du Lac
- Jesse Reeves
- Claudia
- Armand
- Marius de Romanus

## Apariciones en
- Entrevista con el vampiro
- Lestat el vampiro
- La reina de los condenados
- El ladrón de cuerpos
- Memnoch el diablo
- El vampiro Armand
- Merrick
- El santuario
- Cántico de sangre
- El príncipe Lestat
- El príncipe Lestat y los reinos de la Atlántida